# 列車本位
在軌道運輸領域裡，列車本位指的就是由一個中央控制機構，透過通訊與號誌等方法下達運轉控制指令，來使列車運行的一種方法。

## 概述
最早使用在美國，由司機員依照表訂的時刻表來開車，若有慢分或其他事情時，則由中央控制的調度員下達指令來指揮列車調度。早期透過號誌燈或是自動電報機來傳達指令，所以列車到達指定地點後一定要停車確認指令，或是等到規定的時刻才能開車。為了安全的因素，同向列車與對向列車都必須以時間帶作為區隔，運轉計畫必須詳細且必須預留彈性時間。發生故障或是意外事故必須要有另一套事先規畫好的行車計畫，所以效率不高。
隨著通訊技術進步，軌道號誌技術精準度越來越高，較慢速的列車可以透過號誌機與連鎖的轉轍器在特定地段由本線轉到副線，讓後方較快速的列車「超車」後再轉回本線，不致於妨礙到對向來的列車，也不必停下來等其他列車，就能節省另外鋪設待避交會站等設施的成本。近一步演變成由副線運轉改成單線運轉再改成雙單線運轉的進步，由自動閉塞號誌（ABS）演進成中央控制行車（CTC）。
透過操作號誌機與連鎖的轉轍器就能由中央控制台調度列車，仍保有時刻表仍要遵守行車計畫，但是行車密度可以提高安全性也跟著提高，若意外發生時處理的彈性比較大。司機員不必理會前方是否有危險，只要遵照中央控制給的號誌條件開車就安全無虞。若是考慮天災人禍與戰爭破壞，所有列車行車控制集中一處，斷電即能摧毀一切。所以要有向下相容的運轉計畫，CTC無效自動號誌ABS仍要正常。
若遇上全面大停電或其他重大災難，則車站管理人員與列車司機員必須能有效地改用傳統的「車站本位」控管方式，始得以確保繼續安全地運轉列車。
無線電技術進步到數位化的程度後，除了能透過軌道號誌來中央監控列車運轉之外，列車本身的資訊如位置GPS、車速、加減速度值、車長度、車重量、列車動力狀況設備正常與否種種能自動測量並回傳給CTC，還能使用無線電發送文字圖片影像等等給司機員，當然也能傳送機器指令給行車電腦，所以不必依照時刻表運轉也不會有撞車的危險，也能同步監視並下達指令使同向列車同速度同步運轉，或使對向列車降速以轉換軌道交會。自動化貨物列車於是變成可行。

## 評價
列車本位，就是一種中央集權的運轉方式。需要大量的科技並逐漸減少人為的操作，遇到失效時的處理是採漸進式的回復。車站本位，則是權力下放給車站的運轉方式。科技只是輔助不是關鍵運轉因素，重要的是人、通訊、站與事前約定好的計畫。時代趨勢是朝向列車本位方向發展，但若考慮大環境安全因素，則車站本位仍是很重要的備案。
- 迎戰高鐵 台鐵調整經營策略 車站將陸續外包民間營運 精簡人力投注列車服務 [永久]